# Unfallkreuz

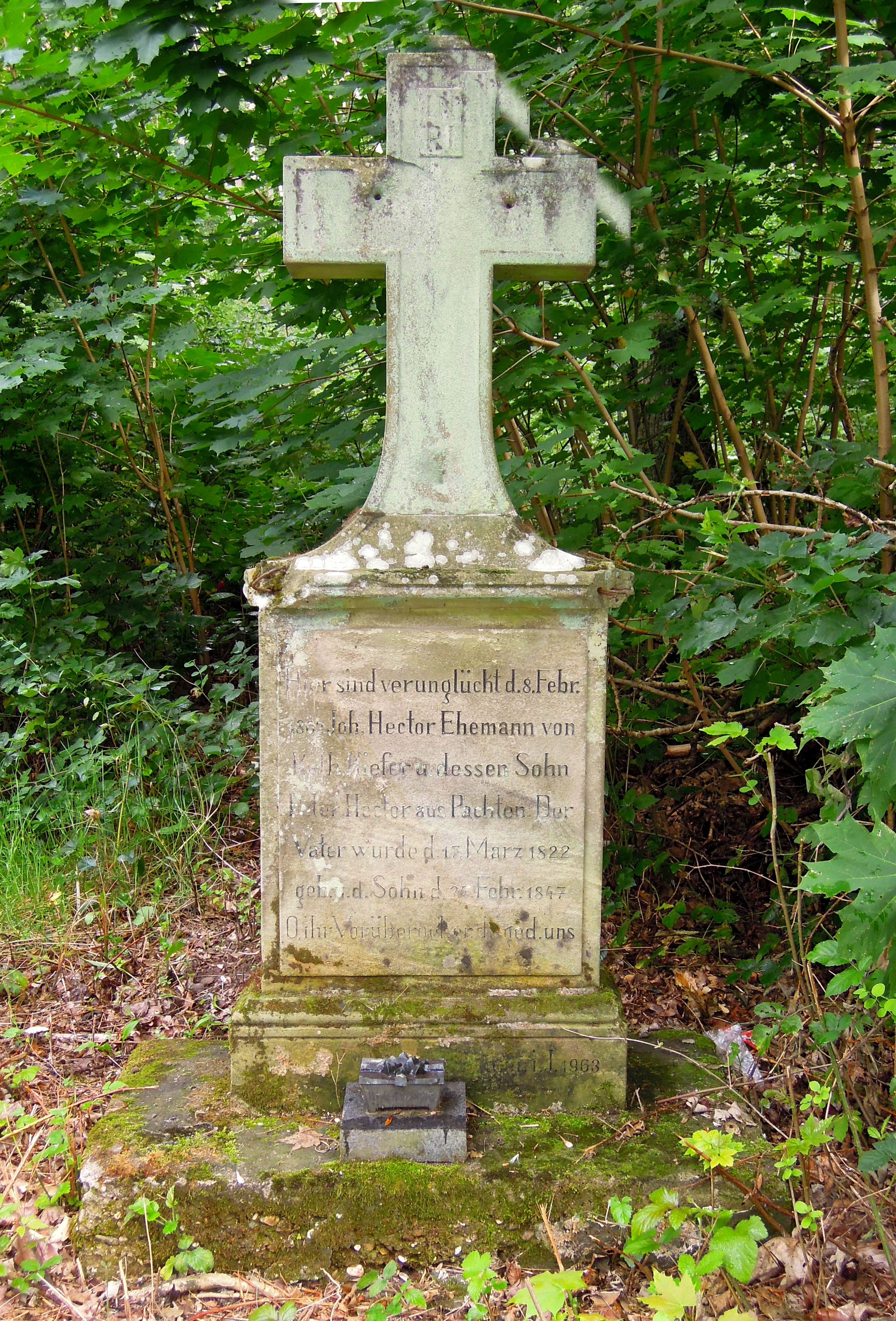
Unfallkreuz von 1862 in Dillingen

Ein Unfallkreuz (Straßenkreuz) ist ein zum Gedenken eines jähen Todesfalles durch Gewalteinwirkung unterwegs am Straßenrand errichtetes Kreuz.
In der Regel wird das Unfallkreuz von Angehörigen oder Freunden der verstorbenen Person errichtet und gepflegt sowie mit Blumen, Kränzen und auch persönlichen Erinnerungsstücken geschmückt. 
Unfallkreuze sind in der gesamten westlichen Welt verbreitet. Neben dem europäischen Raum finden sich solche Mahnmale in den USA, Australien, Japan und Lateinamerika unter Bezeichnungen wie roadside memorials, roadside shrine, altarini, descansos oder animitas. Man spricht teilweise von einer besonderen Form der Trauerkultur.
Die Tradition der Unfallkreuze geht auf ältere Gedenkkreuze zurück und hat ihre Wurzeln in Mahnkreuzen wie dem Sühnekreuz.

## Deutschland

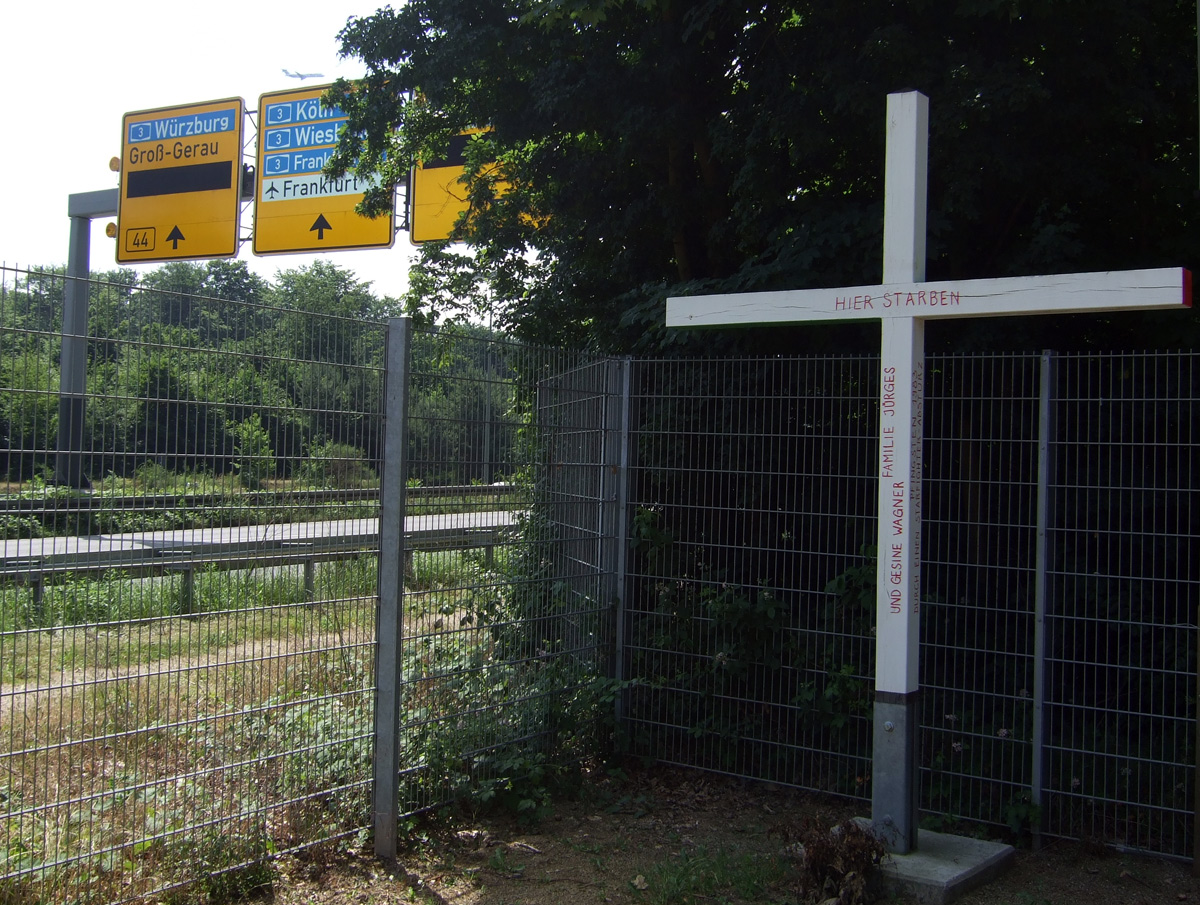
Kreuz für die Opfer eines Flugzeugabsturzes bei Frankfurt/M.

In Deutschland ist die Errichtung von Unfallkreuzen nicht genehmigt, wird von den Behörden aber weitgehend toleriert, sofern von dem Kreuz (etwa am Straßenrand) keine Gefahr für andere Verkehrsteilnehmer ausgeht. Wie lange das Kreuz letztlich an seinem Standort bleibt, hängt meist davon ab, wie lange es von Angehörigen oder Freunden der verunglückten Person gepflegt wird – da die meisten heutigen Unfallkreuze aus Holz bestehen, ist in der Regel nach einigen Jahren eine Erneuerung notwendig. Im Herbst 2023 gab es in Deutschland rund 10.000 Unfallkreuze.
Bereits in der Vergangenheit war es üblich, am Ort eines Unfalls ein Kreuz zu errichten, oft mit der Aufforderung beschriftet, für die Seele der verunglückten Person zu beten. Solche historischen Unfallkreuze aus Stein finden sich noch in größerer Zahl in der Eifel, wo die typischen Basaltkreuze aufgrund ihres Materials eher erhalten geblieben sind als Holzkreuze in anderen Regionen.

## Großbritannien
In einigen Regionen Großbritanniens werden Unfallkreuze nur dann gestattet, wenn sie als sicher gelten, und zudem nach drei Monaten entfernt.

## Island

Gedenkkreuze am Suðurlandsvegur, Island

Am Suðurlandsvegur bei Kögunarhól wurde 2006 eine Gedenkstätte mit 52 Kreuzen zum Gedenken an zwischen Reykjavík und Selfoss getötete Verkehrsteilnehmer eingeweiht.

## Vereinigte Staaten
In den USA zahlt man in Kalifornien eine Gebühr von 1000 Dollar für die Errichtung. In Colorado, Massachusetts oder Wisconsin sind sie verboten. Andere Staaten machen besondere Auflagen.

## Lateinamerika
In verschiedenen südamerikanischen Ländern, besonders in Chile und Argentinien, hat sich die (katholische) Sitte der Wegkreuze mit alten ethnischen Vorstellungen der indigenen Bevölkerung vermischt. Die meisten Unfallkreuze fallen mit der Zeit in Vergessenheit, aber der Volksglaube erklärt hin und wieder eines als wundertätig. In diesem Fall glaubt man in der Seele (spanisch: ánima) des Verstorbenen eine Art Boten gefunden zu haben, der die eigenen Wünsche und Gebete an die göttliche Ebene weiterleiten kann, ähnlich wie bei der Fürbitte eines Heiligen. Die katholische Kirche lehnt diese Vorstellungen zwar ab, toleriert aber die Praxis. So kann das schlichte Kreuz am Ort eines tödlichen Unglücks manchmal zu einem regelrechten Schrein ausgebaut werden, und sich sogar zu einem überregionalen Pilgerort entwickeln. Bekanntestes Beispiel dafür ist der Schrein der Difunta Correa in Argentinien.